# Попов, Александр Васильевич (генерал-майор)
Алекса́ндр Васи́льевич Попо́в (род. 14 июня 1953 года, г. Жданов Сталинской области УССР, СССР) — командир 350-го гвардейского парашютно-десантного полка в Афганистане, командир 76-й гвардейской воздушно-десантной дивизии, генерал-майор.

## Военная биография
Заместитель командующего ВДВ РФ по Миротворческим силам, генерал-майор Александр Васильевич Попов родился 14 июня 1953 года в г. Жданов Сталинской области УССР.

С 1972 по 1973 год проходил срочную службу в рядах ВС СССР.

Выпускник Рязанского высшего воздушно-десантного командного училища 1977 года.

С 1977 по 1979 год — командир взвода, с 1979 по 1981 год — командир разведывательной роты, с 1981 по 1982 год — заместитель командира батальона 345-го отдельного парашютно-десантного полка в Афганистане. Разведывательная рота прибыла в Афганистан одной из первый — 14 декабря 1979 года. Она выполняла наиболее ответственные задачи на начальном этапе ввода советских войск в Афганистан.

(…) Более драматично протекали события на центральном радио и телевидении Кабула. Во дворе здания постоянно находилась танковая рота одной из бригад из Пули Чархи. Она обеспечивала охрану, при этом в одном-двух танках постоянно дежурили экипажи. Захват здания и разоружение охраны возлагалось на разведроту 345 ОПДП. Командовал ею отважный и храбрый офицер разведки ст. лейтенант Попов Александр Васильевич. Последние дни эта рота находилась на территории нашего пункта управления. Она успела хорошо изучить свой объект.
27 декабря, за 15-20 минут до начала операции, рота скрытно выдвинулась к зданию и приготовилась к атаке. С получением сигнала на штурм разведчики почти в упор расстреляли танки из гранатометов РПГ-18 и ворвались в здание, но там встретили огонь внутренней охраны.
Бой был скоротечен, охрана разоружена. Однако один разведчик получил тяжелое ранение в ноги. Когда бой закончился, сотрудники и обслуживающий персонал центра искренне благодарили разведчиков за освобождение, по их словам, от «ига Амина». (…)— Кукушкин А. В. ПРЫЖОК ДЕСАНТНИКОВ В АФГАНИСТАН
С 1982 по 1985 год — слушатель Военной академии им. М. В. Фрунзе.

С 1985 по 1987 год — заместитель командира 387-го отдельного учебного парашютно-десантного полка (Фергана). Полк готовил десантников к боевым действиям в Афганистане.

С 1987 по 1992 год — командир прославленного 350-го гвардейского парашютно-десантного полка в Афганистане. Под командованием А. В. Попова 350-й гв. ПДП одним из последних, прикрывая вывод частей ОКСВА, покинул Афганистан.
По словам бывшего командующего 40-й армией в Афганистане Бориса Громова, вывод 140-тысячной группировки советских войск был беспрецедентной операцией.
— Мы были обязаны не просто уйти из страны, где воевали почти 10 лет, а достойно покинуть её, не допуская потерь. Наша разведка докладывала, что моджахеды планировали испортить нам вывод, превратить его в позорное отступление. Мы сделали все, чтобы сорвать эти планы, — говорит Громов. -
Труднее всего было тем, кто уходил в числе последних. Пожалуй, самая тяжелая задача досталась 350-му полку 103-й дивизии: обеспечить безопасный выход последних колонн и самому уйти без потерь...Они уходили последними. Архивная копия от 26 августа 2014 на Wayback Machine
С 1992 по 1995 год — начальник штаба, с 1995 по 1996 год — командир 76-й воздушно-десантной дивизии.

С 1996 по 1998 год — слушатель Военной академии Генерального штаба ВС РФ. 

С 1998 по 2001 год — заместитель Командующего ВДВ по Миротворческим силам.

В 2002 году уволен в запас.

## Награды
- Орден «Красного знамени»
- Два Ордена Красной Звезды
- Орден «За заслуги перед Отечеством» IV степени (с мечами)
- Орден «За военные заслуги»
- Медаль «За отвагу»
- Медали
- Награды Демократической Республики Афганистан.

## Отзывы солдат и офицеров

### 350-й гвардейский Краснознаменный ордена Суворова III степени парашютно-десантный полк
- Олег Лискин: "Горжусь службой с ним!"
- Станислав Курдояков: "А какой у него голос и строевой шаг был! Настоящий командир."
- Андрей Соколенко: "Под его командованием (зам. командира учебного 387 полка) служил в учебке в Фергане. С 1987 года под его же командованием служил в Кабуле в 350 пдп".
- Виктор Ленчевский: "В июне 1992 года Попов А.В. был ещё комполка. В июле-августе его сменил п-к Литош. Попов перевелся в Россию, как и многие офицеры в то время."
- Сергей Виноградов: Наш кэп! В 2000 году видел его по телеку, когда он был в Чечне или на Кавказе. Тогда он уже был генералом. Горжусь, что служил под его командованием! Здоровья, счастья желаю!"
- Александр Ютиш: "Мужик достойный!!! Узнать бы ещё, где замполит, который вместе с ним полк в союз выводил!!!"
- Сергей Зорин: Дорогой Александр Васильевич !!!  Где Вы сейчас? Как сложилась Ваша Жизнь? Вы  были командиром от БОГА.
- Абдибаев Бахтияр: Мой комполка. О советско-иранской границе нет информации. Сапоги помните ?

## Источник
- «Воздушно-десантные войска в лицах» Издатель Ульяновский Дом печати, 2010, ISBN 5-98585-024-2, 9785985850246